# 245P/WISE
245P/WISE – kometa krótkookresowa, należąca do rodziny Jowisza.

## Odkrycie
Kometa została odkryta 2 czerwca 2010 przez obserwatorium orbitalne WISE.

## Orbita komety i właściwości fizyczne
Orbita komety 245P/WISE ma kształt elipsy o mimośrodzie 0,47. Jej peryhelium znajduje się w odległości 2,14 j.a., aphelium zaś 5,88 j.a. od Słońca. Jej okres obiegu wokół Słońca wynosi 8,04 roku, nachylenie do ekliptyki to wartość 21,09˚.
Jądro tej komety ma rozmiary maks. kilku km.